# Pansemitismus
Als Pansemitismus werden zwei verschiedene politische Konzepte bezeichnet, die jeweils auf Juden und Araber, beides sogenannte semitische Völker, zurückgehen.
- Die Vision des Moscheh Ya’akov Ben-Gavriêl, der sich für eine Vereinigung aller semitischen Völker als Vorstufe eines Bruderbundes asiatischer Völker (Panasiatismus) einsetzte. Sie wurde von jenen Juden übernommen, die 1948 die Gründung eines binationalen Staates Palästina anstelle eines jüdischen Staates Israel angeregt hatten und auch während der folgenden Kriege dafür eintraten.

- Eine panarabische Ideologie bzw. Geschichtsauffassung, die (ähnlich der pantürkischen Sonnensprachtheorie) die semitischen Hochkulturen des Alten Orients – Akkad, Assur, Babylon, Phönizien, aber auch die Aramäer – als prä- bzw. nordarabisch vereinnahmt, da (gemäß der traditionellen Auffassung) alle semitischen Stämme einst aus Innerarabien eingewandert sind.

Siehe auch: Panbewegungen